# 8 (obra de teatro)
8 es una obra de teatro estadounidense creada por Dustin Lance Black, que recrea los argumentos legales y testimonios de testigos del juicio Perry vs Schwarzenegger, que declaró a la Proposición 8 de California inconstitucional. Fue creada en vista de la negativa del sistema judicial federal estadounidense para permitir la liberación de las grabaciones de vídeo del juicio, y dar al público una visión realista de lo que ocurrió en la sala.
La obra está escrita en el estilo de teatro palabra por palabra, con las transcripciones originales del proceso y los registros de periodistas, junto con entrevistas a los demandantes, demandados y los autores implicados. 8 se estrenó por primera vez en el Teatro Eugene O'Neill en Nueva York el 19 de septiembre de 2011, y luego fue transmitida en vivo, en todo el mundo por Youtube, desde la Ebell of Los Angeles el 3 de marzo de 2012.
La Fundación Americana para la Igualdad de Derechos (AFER) y Broadway Impact, los patrocinadores de la obra, tienen la licencia para su lectura en los campus universitarios y en teatros de la comunidad.

## Contexto
En mayo de 2009, la AFER presentó una demanda, Perry v Schwarzenegger, en el Tribunal de Distrito de los Estados Unidos para el Distrito del Norte de California en nombre de dos parejas de mismo sexo, para desafiar a la Proposición 8, una enmienda constitucional aprobada por los votantes que eliminó a las parejas de mismo sexo el derecho a contraer matrimonio. Las parejas de mismo sexo estaban representados por David Boies, y el exprocurador general de EE. UU., Theodore Olson, dos abogados de alto perfil que se oponían entre sí en el caso de Corte Suprema de EE. UU., Bush v. Gore.
Durante el juicio, los demandantes presentaron a los testigos expertos, que nueve jueces de la corte encontraron que fueron ampliamente calificados para ofrecer testimonios de opinión sobre los temas identificados y ofrecen una creíble opinión testimonial sobre los temas mencionados. La defensa presentó solo dos testigos como expertos. David Blankenhorn, que había sido autorizado a testificar, fue juzgado en última instancia por carecer de los requisitos para ofrecer una opinión testimonial. Y el tribunal consideró que las opiniones de Kenneth P. Miller sobre el poder político de gays y lesbianas tenían poco peso. Los oponentes al matrimonio entre personas del mismo sexo no pudieron proporcionar pruebas fidedignas que demostraran su afirmación de que los matrimonios entre personas del mismo sexo perjudiquen a la sociedad o a la institución del matrimonio.
El 4 de agosto de 2010, el juez Vaughn Walker, Jefe de la Corte de Distrito, dictaminó que la Proposición 8 viola el debido proceso y las cláusulas de igualdad de protección de la Decimocuarta Enmienda a la Constitución de los Estados Unidos, y que no había ninguna razón legítima para negar a las parejas del mismo sexo el derecho fundamental del matrimonio.

## Personajes
- Vaughn R. Walker - Juez

- Brad Pitt (Ebell of Los Angeles)
- Bob Balaban (Broadway)

- Theodore Olson - Abogado de los Demandantes

- Martin Sheen (Ebell of Los Angeles)
- John Lithgow (Broadway)

- David Boies - Abogado de los Demandantes

- George Clooney (Ebell of Los Angeles)
- Morgan Freeman (Broadway)

- Kris Perry - Demandante

- Christine Lahti (Ebell of Los Angeles)
- Christine Lahti (Broadway)

- Sandy Stier - Demandante

- Jamie Lee Curtis (Ebell of Los Angeles)
- Ellen Barkin (Broadway)

- Spencer Perry - hijo del demandante

- Bridger Zadina (Ebell of Los Angeles)
- Jay Armstrong Johnson (Broadway)

- Elliot Perry - hijo del demandante

- Jansen Panettiere (Ebell of Los Angeles)
- Ben Rosenfeld (Broadway)

- Jeff Zarrillo - Demandante

- Matthew Bomer (Ebell of Los Angeles)
- Matthew Bomer (Broadway)

- Paul Katami - Demandante

- Matthew Morrison (Ebell of Los Angeles)
- Cheyenne Jackson (Broadway)

- Dr. Gregory M. Herek - Testigo de los demandantes (la naturaleza de la homosexualidad, orientación sexual)

- Rory O’Malley (Ebell of Los Angeles)
- K. Todd Freeman (Broadway)

- Dr. Nancy Cott - Testigo de los demandantes (la historia del matrimonio)

- Yeardley Smith (Ebell of Los Angeles)
- Yeardley Smith (Broadway)

- Dr. Ilan Meyer - Testigo de los Demandantes (experto en estrés en las minorías, impactos de la estigmatización)

- Jesse Tyler Ferguson (Ebell of Los Angeles)
- Anthony Edwards (Broadway)

- Ryan Kendall - Testigo de los Demandantes (obligado a someterse a una "terapia de conversión" en su juventud)

- Chris Colfer (Ebell of Los Angeles)
- Rory O'Malley (Broadway)

- Dr. Gary Segura - Testigo de los demandantes (la vulnerabilidad de gais y lesbianas en el proceso político de la nación)

- James Pickens, Jr. (Ebell of Los Angeles)
- Stephen Spinella (Broadway)

- Charles J. Cooper - Abogado de la Defensa

- Kevin Bacon (Ebell of Los Angeles)
- Bradley Whitford (Broadway)

- David Blankenhorn - Testigo de la Defensa (el matrimonio es una institución socialmente aprobada, las relaciones sexuales entre el hombre y la mujer)

- John C. Reilly (Ebell of Los Angeles)
- Rob Reiner (Broadway)

- William Tam - Testigo de la Defensa (el matrimonio entre personas del mismo sexo conduce a la poligamia, la pedofilia y el incesto)

- George Takei (Ebell of Los Angeles)
- Ken Leung (Broadway)

- Maggie Gallagher - Presidente de la Organización Nacional por el Matrimonio (opositor de los matrimonios entre personas del mismo sexo)

- Jane Lynch (Ebell of Los Angeles)
- Jayne Houdyshell (Broadway)

- Evan Wolfson - Fundador de Freedom to Marry

- Cleve Jones (Ebell of Los Angeles)
- Larry Kramer (Broadway)

- Periodista

- Campbell Brown (Ebell of Los Angeles)
- Campbell Brown (Broadway)

- Secretario de la corte

- Vanessa García (Ebell of Los Angeles)
- Kate Shindle (Broadway)